# Vòng loại Giải vô địch bóng đá châu Âu 2024 (Bảng J)
Bảng J của Vòng loại giải vô địch bóng đá châu Âu 2024 là một trong 10 bảng để quyết định đội sẽ vượt qua vòng loại cho vòng chung kết Giải vô địch bóng đá châu Âu 2024 diễn ra tại Đức. Bảng J bao gồm 6 đội: Bosnia và Herzegovina, Iceland, Liechtenstein, Luxembourg, Bồ Đào Nha và Slovakia. Các đội tuyển sẽ thi đấu với nhau mỗi trận khác trên sân nhà và sân khách với thể thức đấu vòng tròn.
Hai đội tuyển đứng nhất và nhì bảng sẽ vượt qua vòng loại trực tiếp cho trận chung kết. Các đội tham gia vòng play-off sẽ được quyết định dựa trên thành tích của họ trong UEFA Nations League 2022–23.

## Bảng xếp hạng
| VT | Đội                  | ST | T  | H | B  | BT | BB | HS  | Đ  | Giành quyền tham dự                                                  |  | Bồ Đào Nha | Slovakia | Luxembourg | Iceland | Bosna và Hercegovina | Liechtenstein |
| -- | -------------------- | -- | -- | - | -- | -- | -- | --- | -- | -------------------------------------------------------------------- |  | ---------- | -------- | ---------- | ------- | -------------------- | ------------- |
| 1  | Bồ Đào Nha           | 10 | 10 | 0 | 0  | 36 | 2  | +34 | 30 | Giành quyền tham dự vòng chung kết                                   |  | —          | 3–2      | 9–0        | 2–0     | 3–0                  | 4–0           |
| 2  | Slovakia             | 10 | 7  | 1 | 2  | 17 | 8  | +9  | 22 | Giành quyền tham dự vòng chung kết                                   |  | 0–1        | —        | 0–0        | 4–2     | 2–0                  | 3–0           |
| 3  | Luxembourg           | 10 | 5  | 2 | 3  | 13 | 19 | −6  | 17 | Giành quyền vào vòng play-off, dựa vào thành tích của Nations League |  | 0–6        | 0–1      | —          | 3–1     | 4–1                  | 2–0           |
| 4  | Iceland              | 10 | 3  | 1 | 6  | 17 | 16 | +1  | 10 | Giành quyền vào vòng play-off, dựa vào thành tích của Nations League |  | 0–1        | 1–2      | 1–1        | —       | 1–0                  | 4–0           |
| 5  | Bosna và Hercegovina | 10 | 3  | 0 | 7  | 9  | 20 | −11 | 9  | Giành quyền vào vòng play-off, dựa vào thành tích của Nations League |  | 0–5        | 1–2      | 0–2        | 3–0     | —                    | 2–1           |
| 6  | Liechtenstein        | 10 | 0  | 0 | 10 | 1  | 28 | −27 | 0  |                                                                      |  | 0–2        | 0–1      | 0–1        | 0–7     | 0–2                  | —             |

## Các trận đấu
Lịch thi đấu đã được xác nhận bởi UEFA vào ngày 10 tháng 10 năm 2022, sau lễ bốc thăm một ngày. Thời gian là CET/CEST, như được liệt kê bởi UEFA (giờ địa phương, nếu khác nhau, nằm trong dấu ngoặc đơn).
| Bosna và Hercegovina          | 3–0      | Iceland |
| ----------------------------- | -------- | ------- |
| - Krunić 14', 40' - Dedić 63' | Chi tiết |         |

| Bồ Đào Nha                                             | 4–0      | Liechtenstein |
| ------------------------------------------------------ | -------- | ------------- |
| - Cancelo 8' - B. Silva 47' - Ronaldo 51' (ph.đ.), 63' | Chi tiết |               |

| Slovakia | 0–0      | Luxembourg |
| -------- | -------- | ---------- |
|          | Chi tiết |            |

| Liechtenstein | 0–7      | Iceland                                                                                               |
| ------------- | -------- | --- |
|               | Chi tiết | - Ólafsson 3' - Haraldson 38' - A. Gunnarsson 48', 68', 73' (ph.đ.) - Guðjohnsen 85' - Ellertsson 87' |

| Luxembourg | 0–6      | Bồ Đào Nha                                                           |
| ---------- | -------- | -------------------------------------------------------------------- |
|            | Chi tiết | - Ronaldo 9', 31' - Félix 15' - B. Silva 18' - Otávio 77' - Leão 88' |

| Slovakia                 | 2–0      | Bosna và Hercegovina |
| ------------------------ | -------- | -------------------- |
| - Mak 13' - Haraslín 40' | Chi tiết |                      |

| Luxembourg                   | 2–0      | Liechtenstein |
| ---------------------------- | -------- | ------------- |
| - Sinani 59' - Rodrigues 89' | Chi tiết |               |

| Iceland                 | 1–2      | Slovakia                 |
| ----------------------- | -------- | ------------------------ |
| Finnbogason 41' (ph.đ.) | Chi tiết | - Kucka 27' - Suslov 69' |

| Bồ Đào Nha                            | 3–0      | Bosna và Hercegovina |
| ------------------------------------- | -------- | -------------------- |
| - B. Silva 44' - Fernandes 77', 90+3' | Chi tiết |                      |

| Bosna và Hercegovina | 0–2      | Luxembourg                       |
| -------------------- | -------- | -------------------------------- |
|                      | Chi tiết | - Borges Sanches 4' - Sinani 74' |

| Iceland | 0–1      | Bồ Đào Nha    |
| ------- | -------- | ------------- |
|         | Chi tiết | - Ronaldo 89' |

| Liechtenstein | 0–1      | Slovakia      |
| ------------- | -------- | ------------- |
|               | Chi tiết | - Vavro 45+1' |

| Bosna và Hercegovina              | 2–1      | Liechtenstein   |
| --------------------------------- | -------- | --------------- |
| - Džeko 3' - Lüchinger 19' (l.n.) | Chi tiết | - Wolfinger 21' |

| Luxembourg                                            | 3–1      | Iceland          |
| ----------------------------------------------------- | -------- | ---------------- |
| - Chanot 9' (ph.đ.) - Borges Sanches 70' - Sinani 89' | Chi tiết | - Haraldsson 88' |

| Slovakia | 0–1      | Bồ Đào Nha      |
| -------- | -------- | --------------- |
|          | Chi tiết | - Fernandes 43' |

| Iceland             | 1–0      | Bosna và Hercegovina |
| ------------------- | -------- | -------------------- |
| - Finnbogason 90+1' | Chi tiết |                      |

| Bồ Đào Nha                                                                                   | 9–0      | Luxembourg |
| -------------------------------------------------------------------------------------------- | -------- | ---------- |
| - Inácio 12', 45+4' - Ramos 18', 34' - Jota 57', 77' - Horta 67' - Fernandes 83' - Félix 88' | Chi tiết |            |

| Slovakia                       | 3–0      | Liechtenstein |
| ------------------------------ | -------- | ------------- |
| - Hancko 1' - Duda 3' - Mak 6' | Chi tiết |               |

| Iceland         | 1–1      | Luxembourg      |
| --------------- | -------- | --------------- |
| - Óskarsson 23' | Chi tiết | - Rodrigues 46' |

| Liechtenstein | 0–2      | Bosna và Hercegovina              |
| ------------- | -------- | --------------------------------- |
|               | Chi tiết | - Rahmanović 13' - Stevanović 41' |

| Bồ Đào Nha                             | 3–2      | Slovakia                   |
| -------------------------------------- | -------- | -------------------------- |
| - Ramos 18' - Ronaldo 29' (ph.đ.), 72' | Chi tiết | - Hancko 69' - Lobotka 80' |

| Bosna và Hercegovina | 0–5      | Bồ Đào Nha                                                          |
| -------------------- | -------- | ------------------------------------------------------------------- |
|                      | Chi tiết | - Ronaldo 5' (ph.đ.), 20' - Fernandes 25' - Cancelo 32' - Félix 41' |

| Iceland                                                             | 4–0      | Liechtenstein |
| ------------------------------------------------------------------- | -------- | ------------- |
| - G. Sigurðsson 22' (ph.đ.), 49' - Finnbogason 44' - Haraldsson 63' | Chi tiết |               |

| Luxembourg | 0–1      | Slovakia    |
| ---------- | -------- | ----------- |
|            | Chi tiết | - Ďuriš 77' |

| Liechtenstein | 0–2      | Bồ Đào Nha                  |
| ------------- | -------- | --------------------------- |
|               | Chi tiết | - Ronaldo 46' - Cancelo 57' |

| Luxembourg                                                         | 4–1      | Bosna và Hercegovina |
| ------------------------------------------------------------------ | -------- | -------------------- |
| - Olesen 6' - G. Rodrigues 30' (ph.đ.), 90+5' - Mujakić 55' (l.n.) | Chi tiết | - Gojković 90+3'     |

| Slovakia                                           | 4–2      | Iceland                          |
| -------------------------------------------------- | -------- | -------------------------------- |
| - Kucka 30' - Duda 36' (ph.đ.) - Haraslín 47', 55' | Chi tiết | - Óskarsson 17' - Guðjohnsen 74' |

| Bosna và Hercegovina   | 1–2      | Slovakia                  |
| ---------------------- | -------- | ------------------------- |
| - Hrošovský 49' (l.n.) | Chi tiết | - Boženík 52' - Šatka 71' |

| Liechtenstein | 0–1      | Luxembourg         |
| ------------- | -------- | ------------------ |
|               | Chi tiết | - G. Rodrigues 69' |

| Bồ Đào Nha                  | 2–0      | Iceland |
| --------------------------- | -------- | ------- |
| - Fernandes 37' - Horta 66' | Chi tiết |         |

## Cầu thủ ghi bàn
Đã có 93 bàn thắng ghi được trong 30 trận đấu, trung bình 3.1 bàn thắng mỗi trận đấu.
10 bàn
- Cristiano Ronaldo

6 bàn
- Bruno Fernandes

5 bàn
- Gerson Rodrigues

3 bàn
- João Cancelo
- João Félix
- Gonçalo Ramos
- Bernardo Silva
- Hákon Arnar Haraldsson
- Alfreð Finnbogason
- Aron Gunnarsson
- Danel Sinani
- Lukáš Haraslín

2 bàn
- Rade Krunić
- Ricardo Horta
- Gonçalo Inácio
- Diogo Jota
- Andri Guðjohnsen
- Orri Óskarsson
- Gylfi Sigurðsson
- Yvandro Borges Sanches
- Ondrej Duda
- Dávid Hancko
- Juraj Kucka
- Róbert Mak

1 bàn
- Amar Dedić
- Edin Džeko
- Renato Gojković
- Amar Rahmanović
- Miroslav Stevanović
- Rafael Leão
- Otávio
- Mikael Egill Ellertsson
- Davíð Kristján Ólafsson
- Sandro Wolfinger
- Maxime Chanot
- Mathias Olesen
- Róbert Boženík
- Dávid Ďuriš
- Stanislav Lobotka
- Ľubomír Šatka
- Tomáš Suslov
- Denis Vavro

1 bàn phản lưới nhà
- Nihad Mujakić (trong trận gặp Luxembourg)
- Simon Lüchinger (trong trận gặp Bosnia và Herzegovina)
- Patrik Hrošovský (trong trận gặp Bosnia và Herzegovina)

## Kỷ luật
Một cầu thủ sẽ bị đình chỉ tự động trong trận đấu tiếp theo cho các hành vi phạm lỗi sau đây:
- Nhận thẻ đỏ (thời gian treo giò có thể kéo dài nếu phạm lỗi nghiêm trọng)
- Nhận ba thẻ vàng trong ba trận đấu khác nhau, cũng như sau thẻ vàng thứ năm và bất kỳ thẻ vàng tiếp theo nào (việc treo thẻ vàng được chuyển tiếp đến vòng play-off, nhưng không phải là trận chung kết hoặc bất kỳ trận đấu quốc tế nào khác trong tương lai)

Các đình chỉ sau đây sẽ được thực hiện xuyên suốt các trận đấu vòng loại:
| Đội tuyển  | Cầu thủ               | Vi phạm | Đình chỉ                                        |
| ---------- | --------------------- | --- | ----------------------------------------------- |
| Iceland    | Aron Gunnarsson       | vs Albania tại UEFA Nations League 2022–23 (27 tháng 9 năm 2022)                                                      | vs Bosnia và Herzegovina (23 tháng 3 năm 2023)  |
| Iceland    | Willum Þór Willumsson | vs Bồ Đào Nha tại UEFA Nations League 2022–23 (20 tháng 6 năm 2023)                                                   | vs Luxembourg (8 tháng 9 năm 2023)              |
| Iceland    | Hördur Magnússon      | vs Luxembourg (8 tháng 9 năm 2023)                                                                                    | vs Bonsia and Herzegovina (11 tháng 9 năm 2023) |
| Luxembourg | Christopher Martins   | vs Bồ Đào Nha (26 tháng 3 năm 2023) · vs Bosna và Hercegovina (20 tháng 6 năm 2023) · vs Iceland (8 tháng 9 năm 2023) | vs Bồ Đào Nha (11 tháng 9 năm 2023)             |
| Luxembourg | Enes Mahmutović       | vs Iceland (8 tháng 9 năm 2023) · vs Bồ Đào Nha (11 tháng 9 năm 2023) · vs Iceland (13 tháng 10 năm 2023)             | vs Slovakia (16 tháng 10 năm 2023)              |
| Luxembourg | Vincent Thill         | vs Bồ Đào Nha (26 tháng 3 năm 2023) · vs Bồ Đào Nha (11 tháng 9 năm 2023) · vs Slovakia (16 tháng 10 năm 2023)        | vs Bosna và Hercegovina (16 tháng 11 năm 2023)  |
| Luxembourg | Laurent Jans          | vs Slovakia (23 tháng 3 năm 2023) · vs Liechtenstein (17 tháng 6 năm 2023) · vs Slovakia (16 tháng 10 năm 2023)       | vs Bosna và Hercegovina (16 tháng 11 năm 2023)  |
| Bồ Đào Nha | Cristiano Ronaldo     | vs Luxembourg (26 tháng 3 năm 2023) · vs Iceland (20 tháng 6 năm 2023) · vs Slovakia (8 tháng 9 năm 2023)             | vs Luxembourg (11 tháng 9 năm 2023)             |
| Slovakia   | Peter Pekarík         | vs Iceland (16 tháng 6 năm 2023) · vs Bồ Đào Nha (13 tháng 10 năm 2023) · vs Luxembourg (16 tháng 10 năm 2023)        | vs Iceland (16 tháng 11 năm 2023)               |
| Slovakia   | Patrik Hrošovský      | vs Liechtenstein (11 tháng 9 năm 2023) · vs Bồ Đào Nha (13 tháng 10 năm 2023) · vs Luxembourg (16 tháng 10 năm 2023)  | vs Iceland (16 tháng 11 năm 2023)               |